# Allotrichoma sciens
Allotrichoma sciens är en tvåvingeart som beskrevs av Cresson 1929. Allotrichoma sciens ingår i släktet Allotrichoma och familjen vattenflugor. Inga underarter finns listade i Catalogue of Life.